# Ballon d’Or 1991

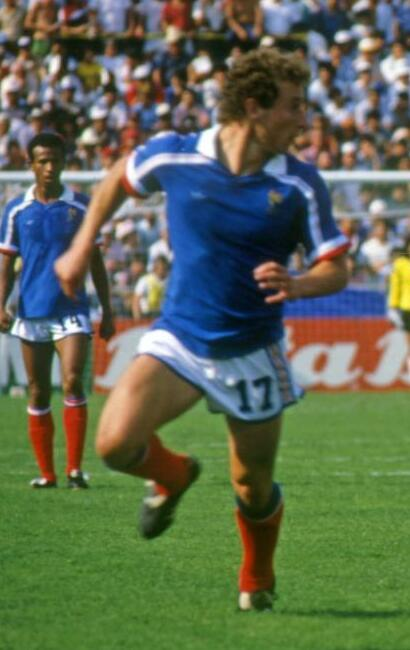
Jean-Pierre Papin im Jersey der Équipe tricolore während der WM 1986

Mit dem 36. Ballon d’Or (französisch für Goldener Ball) der Zeitschrift France Football wurde der Franzose Jean-Pierre Papin, der seinerzeit bei Olympique Marseille unter Vertrag stand, am 24. Dezember 1991 als „Europas Fußballer des Jahres“ mit 99 Punkten Vorsprung auf das gleichauf liegende Trio Dejan Savićević, Darko Pančev und Lothar Matthäus ausgezeichnet. Der Ballon d’Or wurde von einer Jury mit Sportjournalisten aus 29 Mitgliedsverbänden der UEFA verliehen. Papin wurde in allen 29 Ländern gewählt, dabei stand er 26 Mal an erster Position. Er gewann als dritter Franzose nach Raymond Kopa (1958) und dem dreimal in Serie ausgezeichneten Michel Platini (1983, 1984, 1985) die Auszeichnung.

## Ergebnis
| Platz | Spieler                  | Nationalität | Verein(e) 1991                            | Punkte |
| ----- | ------------------------ | ------------ | ----------------------------------------- | ------ |
| 01    | Jean-Pierre Papin        | Frankreich   | Olympique Marseille                       | 141    |
| 02    | Dejan Savićević          | Jugoslawien  | FK Roter Stern Belgrad                    | 42     |
| 02    | Darko Pančev             | Jugoslawien  | FK Roter Stern Belgrad                    | 42     |
| 02    | Lothar Matthäus          | Deutschland  | Inter Mailand                             | 42     |
| 05    | Robert Prosinečki        | Jugoslawien  | FK Roter Stern Belgrad / Real Madrid      | 34     |
| 06    | Gary Lineker             | England      | Tottenham Hotspur                         | 33     |
| 07    | Gianluca Vialli          | Italien      | Sampdoria Genua                           | 18     |
| 08    | Miodrag Belodedici       | Rumänien     | FK Roter Stern Belgrad                    | 15     |
| 09    | Mark Hughes              | Wales        | Manchester United                         | 12     |
| 10    | Chris Waddle             | England      | Olympique Marseille                       | 11     |
| 11    | Michael Laudrup          | Dänemark     | FC Barcelona                              | 7      |
| 12    | Rudi Völler              | Deutschland  | AS Rom                                    | 5      |
| 13    | Txiki Begiristain        | Spanien      | FC Barcelona                              | 3      |
| 13    | Stéphane Chapuisat       | Schweiz      | FC Bayer 05 Uerdingen / Borussia Dortmund | 3      |
| 13    | Bruno Martini            | Frankreich   | AJ Auxerre                                | 3      |
| 13    | Paul McGrath             | Irland       | Aston Villa                               | 3      |
| 13    | Dean Saunders            | Wales        | Derby County / FC Liverpool               | 3      |
| 13    | Christo Stoitschkow      | Bulgarien    | FC Barcelona                              | 3      |
| 19    | Roberto Mancini          | Italien      | Sampdoria Genua                           | 2      |
| 19    | Marco van Basten         | Niederlande  | AC Mailand                                | 2      |
| 21    | Guido Buchwald           | Deutschland  | VfB Stuttgart                             | 1      |
| 21    | Thomas Doll              | Deutschland  | Hamburger SV / Lazio Rom                  | 1      |
| 21    | Stefan Effenberg         | Deutschland  | FC Bayern München                         | 1      |
| 21    | Ruud Gullit              | Niederlande  | AC Mailand                                | 1      |
| 21    | Gheorghe Hagi            | Rumänien     | Real Madrid                               | 1      |
| 21    | Oleksij Mychajlytschenko | Sowjetunion  | Glasgow Rangers                           | 1      |
| 21    | Gary Pallister           | England      | Manchester United                         | 1      |
| 21    | Dimitris Saravakos       | Griechenland | Panathinaikos Athen                       | 1      |
| 21    | Gianluca Pagliuca        | Italien      | Sampdoria Genua                           | 1      |
| 21    | Guy Hellers              | Luxemburg    | Standard Lüttich                          | 1      |
| 21    | Laurent Blanc            | Frankreich   | HSC Montpellier / SSC Neapel              | 1      |